# Llanwenog
Llanwenog est un village et une communauté du Ceredigion, au pays de Galles.

## Géographie
Llanwenog est situé dans le sud du Ceredigion, non loin de la frontière du Carmarthenshire, à une douzaine de kilomètres à l'ouest de la ville de Lampeter.
La communauté de Llanwenog comprend aussi les villages et hameaux d'Aber (en), Alltyblacca (en), Cwmsychbant (en), Cwrtnewydd (en), Drefach (en), Gorsgoch (en), Highmead (en) et Rhuddlan (en).

## Démographie
Au recensement de 2011, la communauté de Llanwenog comptait 1 364 habitants au recensement de 2011.